# 琼海叉柱花
琼海叉柱花（学名：Staurogyne strigosa）是爵床科叉柱花属的植物，为中国的特有植物。分布于中国大陆的海南等地，生长于海拔70米至100米的地区，多生长在林下，目前尚未由人工引种栽培。